# Mistrzostwa Polski w Łyżwiarstwie Szybkim w Wieloboju Sprinterskim 1997
16. Mistrzostwa Polski w wieloboju sprinterskim odbyły się w dniach 18-19 stycznia 1997 roku na torze Pilica w Tomaszowie Mazowieckim.

## Kobiety
| Pozycja | Zawodniczka        | Klub                       | 500 m | Pkt. | 1000 m | Pkt. | 500 m | Pkt. | 1000 m | Pkt. | Suma pkt. |
| ------- | ------------------ | -------------------------- | ----- | ---- | ------ | ---- | ----- | ---- | ------ | ---- | --------- |
| 01 !    | Agnieszka Magiera  | Pilica Tomaszów Mazowiecki |       |      |        |      |       |      |        |      | 180,780   |
| 02 !    | Aneta Ronek        | Pilica Tomaszów Mazowiecki |       |      |        |      |       |      |        |      | 185,670   |
| 03 !    | Katarzyna Wójcicka | Górnik Sanok               |       |      |        |      |       |      |        |      | 185,680   |

## Mężczyźni
| Pozycja | Zawodnik     | Klub              | 500 m | Pkt. | 1000 m | Pkt. | 500 m | Pkt. | 1000 m | Pkt. | Suma pkt. |
| ------- | ------------ | ----------------- | ----- | ---- | ------ | ---- | ----- | ---- | ------ | ---- | --------- |
| 01 !    | Tomasz Świst | Podhale Nowy Targ |       |      |        |      |       |      |        |      | 157,290   |
| 02 !    | Witold Mazur | Zryw Sanok        |       |      |        |      |       |      |        |      | 161,485   |
| 03 !    | Jacek Napora | MKS Cuprum Lubin  |       |      |        |      |       |      |        |      | 165,965   |